# ورونیکا آولاو
ورونیکا اولاو (به انگلیسی: Veronica Avluv) متولد ۲۳ نوامبر ۱۹۷۲ در رولت، واقع در تگزاس، یک هنرپیشه پورنوگرافی آمریکایی است.

## زندگی شخصی
ورونیکا اولاو به نام اصلی روبین کارل سمسپون در ۲۳ نوامبر سال ۱۹۷۲ در ایالت تکساس ایالات متحده امریکا متحده  متولد شده است. او دو فرزند دارد. اولاو برنده چند جایزه برای نقش آفرینی در فیلم های پورن شده است. اولاو خود را «بسیار دوجنسگرا» توصیف می‌کند و اظهار داشته است که درزندگی اش با زنان زیادی روابط جنسی داشته است. وی در سال ۱۹۹۶ با هانس اولاو ازدواج کرده بود تا زمان مرگ شوهرش در ۲۶ مارس ۲۰۱۳ با او زندگی می‌کرد. 